# Eston Kohver
Eston Kohver (nacido en 1971) es un oficial Estonio del Servicio de Seguridad Interior de Estonia que fue detenido por el FSB, el Servicio Federal de Seguridad de la Federación Rusa el 5 de septiembre de 2014, bajo circunstancias que han supuesto un conflicto político entre Estonia y Rusia. Rusia afirma que fue detenido en territorio Ruso y Estonia y la UE que fue en territorio de la Unión.
En 2010, Kohver había sido condecorado por el presidente Estonio, Toomas Hendrik Ilves con la Orden de la Cruz del Águila en su grado de quinta clase. 
El 26 de septiembre de 2015, fue entregado a Estonia en intercambio por Aleksei Dressen.